# Angri

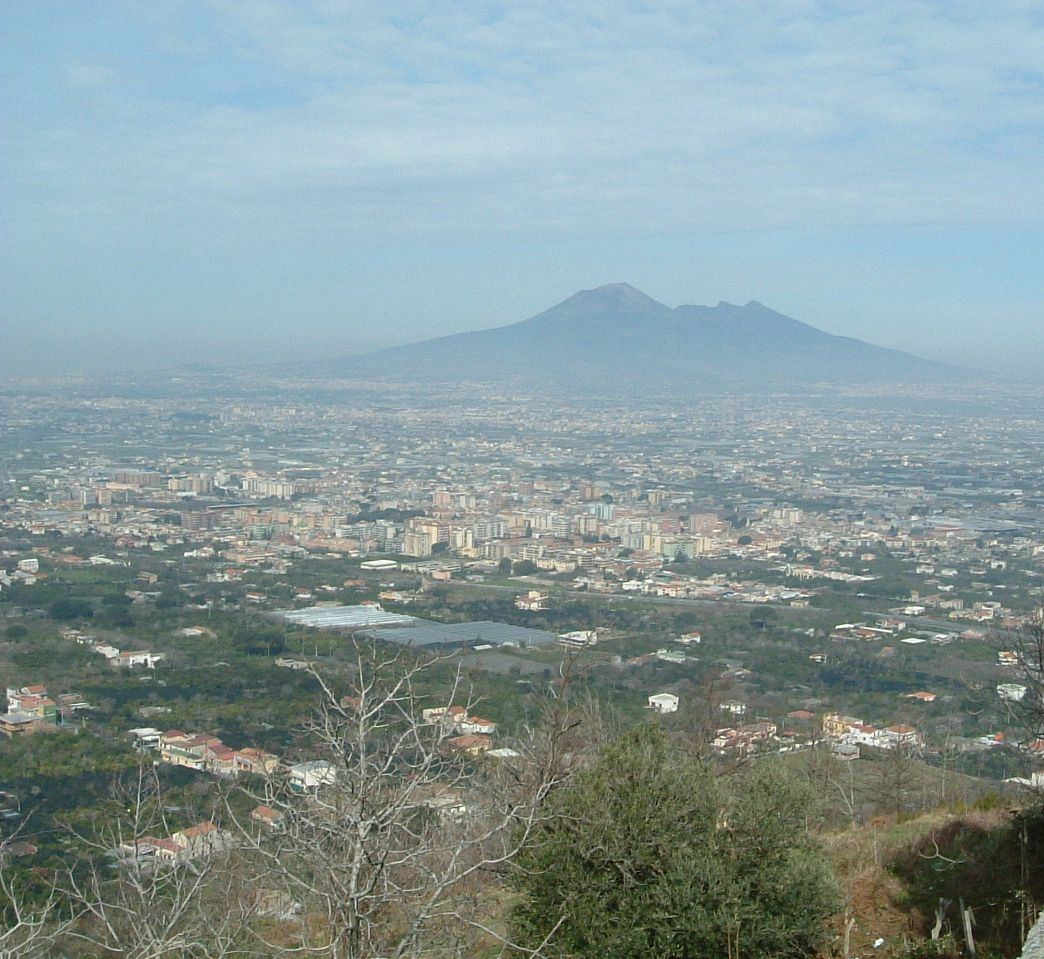
Blick auf Angri

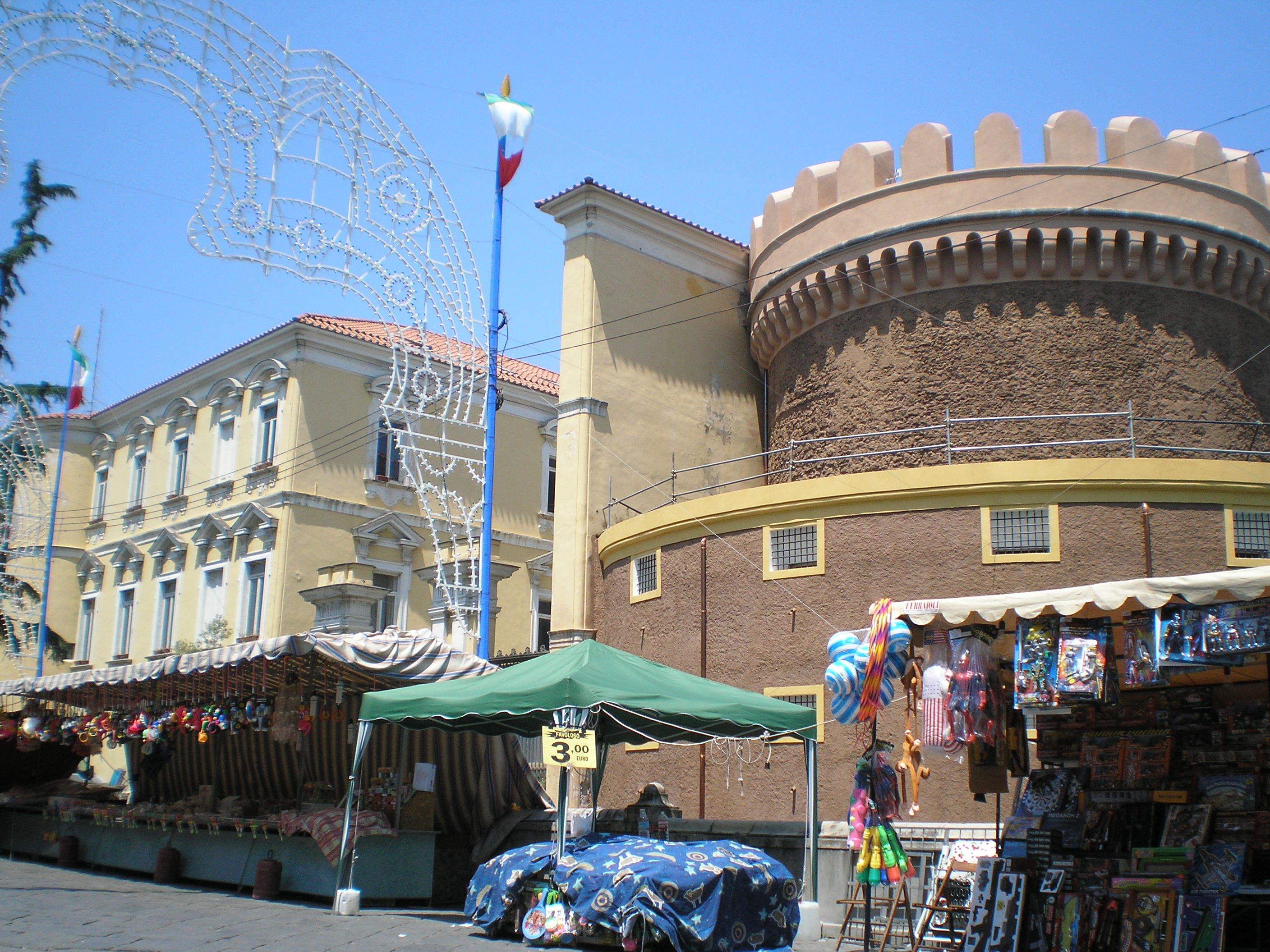
Castello Doria

Angri ist eine italienische Gemeinde mit 34.095 Einwohnern (Stand 31. Dezember 2023) in der Provinz Salerno in der Region Kampanien.

## Geografie
Der Ort liegt am nördlichen Rand der Provinz Salerno. Die Nachbargemeinden sind  Corbara, Lettere (NA), San Marzano sul Sarno, Sant’Antonio Abate (NA), Sant’Egidio del Monte Albino und Scafati.

## Persönlichkeiten
- James Vincenzo Capone (* 28. März 1892; † 1. Oktober 1952 in Homer, Vereinigte Staaten), Bruder von Al Capone
- Ralph Capone (* 12. Januar 1894; † 22. November 1974 in Hurley, Vereinigte Staaten), Bruder von Al Capone
- Alfonso Maria Fusco (* 23. März 1839; † 6. Februar 1910 in Angri), römisch-katholischer Priester und Ordensgründer, 2016 heiliggesprochen
- Salvatore Mainardi (* 17. Mai 1954), Maler, Grafiker, seit 1971 tätig in der Schweiz, wohnt in Dättwil[3][4]
- Frank Nitti (* 27. Januar 1888; † 19. März 1943 in North Riverside, Illinois, Vereinigte Staaten), italo-amerikanischer Mafiaboss, Stellvertreter und kolportierter Nachfolger von Al Capone
- Frederick Sommer (* 7. September 1905; † 23. Januar 1999 in Prescott, Arizona), US-amerikanischer Künstler und Fotograf